# Choiseul (Haute-Marne)
Choiseul ist eine französische Gemeinde mit 78 Einwohnern (Stand 1. Januar 2022) im Département Haute-Marne in der Region Grand Est; sie gehört zum Arrondissement Chaumont und zum Kanton Bourbonne-les-Bains. Der Ort liegt 40 Kilometer östlich von Chaumont.

## Geschichte
Choiseul ist der Herkunftsort der Familie Choiseul, die im Ancien Régime die Titel eines Herzogs von Choiseul bzw. Herzogs von Praslin erwarben. Die Lage an der Grenze Frankreichs zum Kaiserreich gaben Choiseul, vor allem aber seiner Burg auf dem das Bassigny dominierenden Hügel Saint-Nicolas strategische Bedeutung. Die Burg wurde 1573 geschleift, nachdem sich dorthin Hugenotten geflüchtet hatten. 1665 wurde Choiseul zum Herzogtum und zur Pairie erhoben.
Historisch war Choiseul Teil der Bailliage de Langres innerhalb der Provinz Champagne. Der Ort gehörte von 1793 bis 1801 zum District Bourmont. Zudem von 1793 bis 1801 zum Kanton Meuvy und war von 1801 bis 2015 Kantonshauptort des Kantons Clefmont.
| Bevölkerungsentwicklung | Bevölkerungsentwicklung | Bevölkerungsentwicklung | Bevölkerungsentwicklung | Bevölkerungsentwicklung | Bevölkerungsentwicklung | Bevölkerungsentwicklung | Bevölkerungsentwicklung | Bevölkerungsentwicklung | Bevölkerungsentwicklung |
| ----------------------- | ----------------------- | ----------------------- | ----------------------- | ----------------------- | ----------------------- | ----------------------- | ----------------------- | ----------------------- | ----------------------- |
| Jahr                    | 1962                    | 1968                    | 1975                    | 1982                    | 1990                    | 1999                    | 2006                    | 2012                    | 2019                    |
| Einwohner               | 143                     | 155                     | 138                     | 123                     | 101                     | 81                      | 81                      | 92                      | 78                      |

## Sehenswürdigkeiten
- Reste der Burg auf dem Saint-Nicolas-Hügel (Gräben)
- Kirche Notre-Dame-en-son-Assomption, im 15. und 16. Jahrhundert ausgebaut (Monument historique)[1]
- Schloss, vermutlich aus dem 17. Jahrhundert (Privatbesitz).
- Kapelle Notre-Dame de Pitié (1702)[2]
- Lavoir der Gemeinde und Dorfbrunnen